# William Bradford (guvernér)
William Bradford (cca 19. března 1590 Yorkshire, Anglie – 9. května 1657 Plymouth, Massachusetts) byl anglický puritán, původem z West Ridingu v Yorkshiru v severní Anglii. V roce 1608 se přestěhoval do nizozemského Leidenu, aby unikl před náboženským pronásledováním anglického krále Jakuba I. Stuarta a v roce 1620 emigroval do kolonie Plymouth v Severní Americe na lodi Mayflower. Stal se signatářem Mayflowerských kompaktát a byl zvolen druhým guvernérem kolonie. V této funkci pracoval s přestávkami asi 30 let, a to mezi roky 1621 a 1657. Jeho deník Of Plymouth Plantation (O plymouthské kolonii) pokrývá roky 1620 až 1646 v Plymouthu.

## Raný život

Znak Williama Bradforda

William Bradford se narodil Alice Briggsové a Williamovi Bradfordovi v Austerfieldu ve West Riding of Yorkshire a byl pokřtěn 19. března 1590. Rodina vlastnila velkou farmu a byla považována za bohatou a vlivnou v době, kdy většina jejich krajanů byli nezámožní rolníci. Bradfordův dědeček William Bradforthe měl nejméně čtyři děti, včetně Bradfordova otce, a byl podle historika George J. Hilla pravděpodobně šlechtického původu.

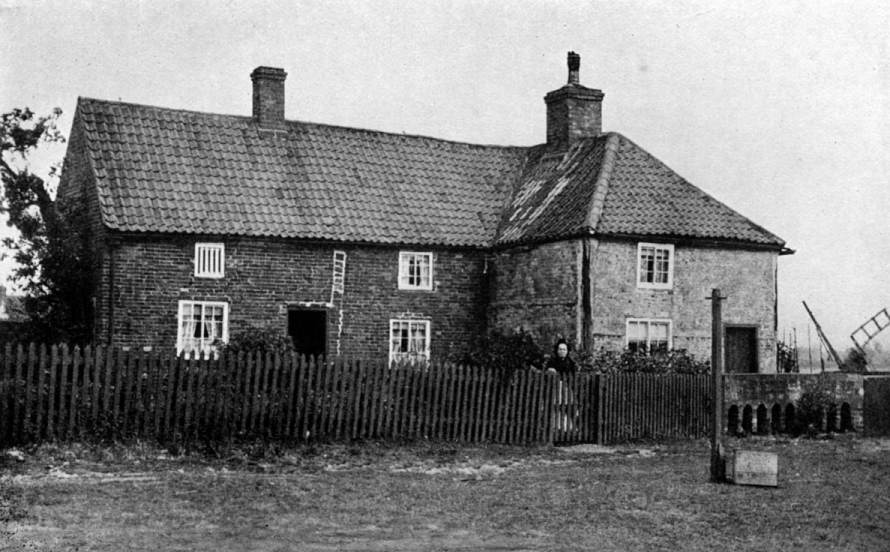
Manor House, Austerfield — rodný dům Williama Bradforda

Bradfordovo dětství bylo poznamenáno četnými úmrtími v rodině. Bylo mu něco přes rok, když zemřel jeho otec. Jeho matka se znovu vdala, když mu byly čtyři roky, a on byl poslán žít se svým dědečkem. Jeho dědeček zemřel o dva roky později a Bradford se vrátil ke své matce a nevlastnímu otci. Jeho matka zemřela o rok později, v roce 1597, a Bradford se tak stal sirotkem ve věku sedmi let. Byl poslán ke svým dvěma strýcům.
Ti požadovali, aby pomáhal na farmě, a později ve svém deníku poznamenal, že v té době trpěl „dlouhou nemocí“ a nemohl pracovat. Místo toho se obrátil ke čtení a seznámil se s Biblí a klasickými literárními díly. Někteří to vidí jako klíčový faktor v jeho intelektuální zvídavosti a jeho eventuální přitažlivosti k separatistické větvi puritánské teologie.

## Separatistická teologie
Když bylo Bradfordovi 12 let, přítel ho pozval, aby vyslechl Rev. Richarda Clyftona, který kázal 10 mil daleko v kostele Všech svatých v Babworthu v Nottinghamshire. Clyfton věřil, že anglikánská církev by měla odstranit všechny stopy římskokatolických praktik, což by mělo za následek čistší křesťanskou církev. Bradford byl inspirován jeho kázáním a pokračoval v účasti na jeho mších, ačkoli mu to jeho strýcové zakazovali. Během jednoho kázání se Bradford setkal s Williamem Brewsterem, soudním vykonavatelem a listonošem, který žil v sídle Scrooby Manor čtyři míle od Austerfieldu. Během častých návštěv si Bradford od něho vypůjčoval knihy a Brewster s ním hovořil o úsilí za reformu církve, které se odehrává v celé Anglii.
Když v roce 1603 na trůn nastoupil Jakub I. Stuart, prohlásil, že bude tvrdě potlačovat jakékoli náboženské reformy a pronásledovat radikální kritiky anglikánské církve. V roce 1607 se v Scrooby Manor konaly tajné schůzky a asi 50 reformistů utvořilo komunitu vedenou Richardem Clyftonem a reverendem Johnem Robinsonem. Tato skupina rozhodla, že reforma anglikánské církve je beznadějná. Jejich týdenní schůzky nakonec přitáhly pozornost arcibiskupa z Yorku a mnoho členů komunity bylo v roce 1607 zatčeno. Brewster byl shledán vinným z toho, že byl „neposlušný ve věcech náboženství“ a dostal pokutu. Někteří členové byli uvězněni a jiní byli podle Bradforda „dnem i nocí“ sledováni těmi, kteří byli loajální arcibiskupovi. Jejich obavy zvýšily zprávy, že reformisté zatčení v Londýně byli uvězněni a ponecháni o hladu.
Sbor kolem Scrooby Manor se v roce 1607 rozhodl nezákonně opustit Anglii a odejít do Nizozemska, kde panovala náboženská svoboda. Bradford se rozhodl jít s nimi. Skupina se při pokusu o odchod z Anglie setkala s několika závažnými neúspěchy, zejména je zradil anglický námořní kapitán, který souhlasil s přepravou do Nizozemska, ale místo toho je vydal úřadům. Většina komunity, včetně Bradforda, byla po tomto neúspěšném pokusu krátce uvězněna. V létě roku 1608 se jim podařilo uniknout z Anglie v malých skupinách a přesídlit do Leidenu v Nizozemsku. Bradfordovi bylo 18 let.

### Leiden a Londýn
Bradford přijel do Amsterdamu v srpnu 1608. Neměl zde žádnou rodinu a tak byl přijat do domácnosti Williama Brewstera. Komunita se těžce probíjela, neměli stálou práci, byli cizinci, žili ve špatných podmínkách. Většinu svých peněz utratili za pokusy dostat se z Anglie. Po devíti měsících se rozhodli přesídlit do menšího nizozemského města Leiden.
Bradford nadále bydlel s rodinou Brewsterů v chudinské čtvrti v Leidenu známé jako Stink Alley. Když mu bylo 21 let, podmínky se pro něj dramaticky změnily. V roce 1611 se dokázal domoci svého rodinného dědictví. Koupil si vlastní dům, zřídil dílnu jako fustiánský tkalec (tkalec z těžké bavlněné tkaniny na pánské oděvy) a získal renomované postavení. V roce 1613 se oženil s Dorothy Mayovou, dcerou bohatého anglického páru žijícího v Amsterdamu. Měli pouze civilní svatební obřad. V roce 1617 se jim narodilo první dítě, dostal jméno John.
V roce 1619 William Bradford prodal svůj dům v Leidenu a podle daňových záznamů se v březnu 1620 usídlil v Londýně, v Duke's Place v Aldgate. Aldgate byla oblast Londýna známá jako sídlo mnoha nizozemských obchodníků a také mnoha náboženských disidentů. Žily zde i rodiny, jejichž jména se objevují na seznamu pasažérů na lodi Mayflower: Isaac Allerton, Edward Tilley, John Tilley, Henry Sampson a Stephen Hopkins.
Jedna rodina v Aldgate hrála důležitou roli v Bradfordově životě v Americe: Edward a Alice (Carpenter) Southworth a jejich dva synové, kteří bydleli v Heneage House, Duke's Place v Aldgate v roce 1620. Southworth byl vysoce respektovaným vůdcem separatistické komunity v Leidenu, ale zemřel v letech 1621/22. Jeho vdova Alice emigrovala do Plymouth Colony poté, co Bradfordova manželka zemřela. Bradford se s ní oženil.

## Založení kolonie Plymouth

### Příjezd na palubě lodi Speedwell
v roce 1617 komunita začala plánovat založení vlastní kolonie v Americe. Separatisté mohli sice praktikovat své náboženství svobodně, ale byli znepokojeni skutečností, že jejich děti byly ovlivněny nizozemskými zvyky a jazykem po téměř deseti letech strávených v Nizozemsku. Proto zahájili v Anglii tři roky náročných vyjednávání o povolení usídlit se v severní části kolonie Virginie (která se pak rozšířila na sever k řece Hudson). Kolonisté se snažili vyjednat podmínky se skupinou finančníků v Londýně známou jako Merchant Adventurers. Do července 1620 Robert Cushman a John Carver provedli nezbytná opatření a přibližně padesát separatistů opustilo Delftshaven na palubě Speedwell.
Byly to srdcervoucí scény. Mnoho rodin bylo rozděleno, protože někteří separatisté zůstali v Nizozemsku a plánovali plavbu do Nového světa až poté, co bude kolonie založena. William a Dorothy Bradford zanechali svého tříletého syna Johna a její rodiče v Amsterdamu, možná proto, že John byl příliš slabý pro náročnou plavbu.
Podle plánu Carvera a Cushmana se Speedwell setkal s Mayflower u pobřeží Anglie a obě lodě zamířily k severní část Virginie. Ukázalo se však, že Speedwell není v takovém stavu aby mohl uskutečnil plavbu, a někteří z cestujících byli ze Speedwellu přemístěni na palubu Mayfloweru. Mayflower se stala skutečně přeplněnou. Ke komunitě ze Scrooby Manor se připojilo asi 50 kolonistů, mnohdy dobrodruhů, které najali obchodníci pro jejich zkušenosti, což se ukázalo jako užitečné při založení kolonie.

### Plavba na lodi Mayflower
Mayflower vyplul z Plymouthu v Anglii 6./16. září 1620. (Rozdíl mezi juliánským a gregoriánský kalendářem). Sto stop dlouhá loď vezla 102 cestujících v extrémně stísněných podmínkách. Druhý měsíc plavby byla loď zasažena bouří, do lodě začalo zatékat a cestující leželi nemocní a v mokru. Cestou došlo k dvěma úmrtím, jeden člen posádky a jeden cestující.
Dne 9. listopadu 1620, spatřili mys Cape Cod, asi po měsíčním zdržení v Anglii a dvou měsících na moři. Několik dní se snažili pokračovat dále na jih, do svého plánovaného cíle v kolonii ve Virginii, ale silná zimní bouře je přinutila k návratu na Cape Cod, přístav je nyní nazývaný Provincetown. Zakotvili zde 11/ 21. listopadu 1620. Ten den byl podepsán Mayflower Compact. Bradford byl jedním z prvních, který dokument podepsal.

### Počátky osídlení v Plymouthu
Po smrti Johna Carvera převzal Bradford funkci guvernéra nové kolonie, tehdy mu bylo 30 let. Dobrovolně se přihlásil do průzkumných skupin hledajících místo pro osídlení. Během listopadu a prosince podnikly tyto skupiny tři průzkumy jak pěšky tak lodí Mayflower a v polovině prosince bylo konečně nalezeno vhodné místo v zátoce, kde je dodnes přístav Plymouth Harbour.
Během první pěší expedice se Bradford chytil do indiánské pasti na jeleny a byl vytažen téměř vzhůru nohama. Třetí průzkum odešel z Mayflower 6. prosince 1620, když skupina mužů (včetně Bradforda) lokalizovala Plymouth Bay. Když se blížili k zálivu, jejich loď se téměř potopila, ale podařilo se jim přistát na Clarkově ostrově. Byli zde vystaveni chladu a vlnobití. Během následujících dnů prozkoumali záliv a našli vhodné místo pro osídlení, nyní v centru města Plymouth v Massachusetts. Místo bylo na kopci, bylo ideální pro obranu. Četné potoky poskytovaly čerstvou vodu a bylo to místo indiánské vesnice známé jako Patuxet; proto byla velká část plochy již vyčištěna pro pěstování plodin. Kmen Patuxet byl zničen nemocemi mezi lety 1616 a 1619, pravděpodobně v důsledku kontaktu s anglickými rybáři nebo s Francouzi ze severu. Bradford napsal, že kosti mrtvých byly jasně patrné na mnoha místech.
Když se průzkumníci vrátili na palubu, dozvěděl se o smrti své manželky Dorothy May Bradford z Wisbechu, Cambridgeshire, která během jeho nepřítomnosti spadla přes palubu lodi a utopila se. William Bradford zaznamenal její smrt ve svém deníku.

## Nemoc
První dům kolonie začali stavět osadníci 25. prosince, na Vánoce. Práce se však skoro zastavily, když kolonii zasáhla nemoc. Nemoc začala na lodi. Dne 11. ledna 1621 pomáhal Bradford stavět domy, když byl najednou zasažen velkou bolestí v zádech a zhroutil se. Byl převezen do „společného domu“ (tehdy jediného dokončeného domu) a obával se, že tu noc nevydrží.
Bradford se uzdravil, ale mnoho dalších osadníků nemělo tolik štěstí. Během února a března 1621 zemřeli denně dva nebo tři lidé. Na konci zimy zemřela polovina ze 100 osadníků. Ve snaze skrýt svou slabost před domorodými Američany, osadníci pohřbívali své mrtvé v neoznačených hrobech na Cole's Hill, často v noci, a snažili se pohřby tajit.
Během epidemie zbylo jen malé množství mužů, kteří zůstali zdraví a nesli odpovědnost za péči o nemocné. Jedním z nich byl kapitán Myles Standish, voják, kterého osadníci najali, aby koordinoval obranu kolonie. Standish pečoval o Bradforda během jeho nemoci a byl to byl začátek přátelství mezi dvěma muži. Bradford byl zvolen guvernérem brzy po Carverově smrti a v této funkci úzce spolupracoval s Standishem. Bradford neměl vojenské zkušenosti, a proto spoléhal na radu kapitána Mylesa Standishe a věřil mu ve vojenských záležitostech.

## Smlouva s Indiány
Dne 16. března se osadníci poprvé setkali s domorodými Indiány. Indián jménem Samoset přišel do vesnice Plymouth jako zástupce náčelníka Pokanoketů (Wampanoagů) Massasoita. 22. března přišel Massasoita sám a podepsal smlouvu s Johnem Carverem, guvernérem Plymouthu. Dokument deklaroval spojenectví mezi Pokanokety a Plymouthem, a zavazoval obě strany k vzájemné pomoci v časech potřeby.

## Guvernérem
V dubnu 1621 zkolaboval při práci na poli během horkého dne guvernér Carver a o pár dní později zemřel. Osadníci Plymouthu si následně vybrali Bradforda jako nového guvernéra. Tuto pozici pak s přestávkami vykonával až do konce svého života (v době jeho života zastávali tento úřad ještě Edward Winslow, a Thomas Prence). První tři roky mu dělal tzv. pomocného guvernéra Isaac Allerton. Pak ale došlo ke změně struktury výkonné moci a guvernér měl k dispozici pět pomocníků (asistentů) zvaných guvernérská rada, dvůr pomocníků či magistráti. Tito muži radili guvernérovi, měli právo hlasovat o důležitých věcech správy a celkově byli Bradfordovi nápomocni. Mezi první asistenty patřili Thomas Prence, Stephen Hopkins, John Alden a John Howland.

## Smrt
William Bradford zemřel 9. května 1657 a byl pohřben na Burial Hill v Plymouthu, kde má kenotaf k uctění jeho památky. Soupis majetku Williama Bradforda byl pořízen 22. května 1657.

## Literární dílo
Bradfordovo dobře známé dílo se jmenuje Of Plymouth Plantation (O plymouthské kolonii). Jedná se detailní historii kolonie psanou ve stylu deníku. Zahrnuje období od založení osady po rok 1646. První část díla byla napsána v roce 1630, koncem života pak Bradford dopsal zbytek. V deníku používá paralely mezi životem v kolonii a biblí. Snažil se budoucím generacím ukázat, že puritánské osídlení ovlivňovala božská prozřetelnost. Z jeho díla pak vycházeli další koloniální historikové (Cotton Mather, Thomas Prince) a dodnes je považováno za klasickou práci americké literatury. Rukopis deníku zmizel někdy před rokem 1780, zřejmě ho ukradl britský voják. Britové ho nakonec vrátili do Massachusetts v roce 1897.

## Guvernéři kolonie Plymouth
| Jméno               | Datum od/do | Jméno              | Datum od/do |
| ------------------- | ----------- | ------------------ | ----------- |
| 1. John Carver      | 1620        | 8. Thomas Prence   | 1638        |
| 2. William Braford  | 1621–1632   | 9. William Braford | 1639–1643   |
| 3. Edward Winslow   | 1633        | 10. Edward Winslow | 1644        |
| 4. Thomas Prence    | 1634        | 11.William Braford | 1645–1656   |
| 5. William Bradford | 1635        | 12. Thomas Prence  | 1657–1672   |
| 7.William Bradford  | 1637        | 14. Josiah Winslow | 1680–1692   |